# باول سترونج
باول سترونج (3 ديسمبر 1964 - )  (بالإنجليزية: Paul Strong)‏ هو لاعب كريكت بريطاني.